# 565780 Kopaszimre
565780 Kopaszimre è un asteroide della fascia principale. Scoperto nel 2011, presenta un'orbita caratterizzata da un semiasse maggiore pari a 2,6147980 au e da un'eccentricità di 0,2834056, inclinata di 11,33946° rispetto all'eclittica.